# راماچا
راماچا (به ایتالیایی: Ramacca) یک کومونه در ایتالیا است که در استان کاتانیا واقع شده‌است.

## خصوصیات
راماچا ۳۰۵٫۸ کیلومترمربع مساحت و ۱۰٬۶۳۰ نفر جمعیت دارد و ۲۷۰ متر بالاتر از سطح دریا واقع شده‌است.